# Liên minh Địa Trung Hải

Các thành viên của Liên minh như đưa ra tháng 7 năm 2008

Liên minh Địa Trung Hải (tiếng Anh: Union for the Mediterranean, viết tắt: UfM) là một cộng đồng của các quốc gia Liên minh châu Âu và các nước không phải là thành viên Liên minh châu Âu giáp Địa Trung Hải được thiết lập ngày 13 tháng 7 năm 2008. Người khởi xướng thành lập là tổng thống Pháp Nicolas Sarkozy. Ban đầu ông đề xuất ý tưởng về một giải pháp thay thế cho việc chấp nhận Thổ Nhĩ Kỳ vào Liên minh châu Âu, theo đó Thổ Nhĩ Kỳ sẽ tạo thành một xương sống cho Liên minh Địa Trung Hải mới này, Nhưng ý tưởng này đã bị bỏ cho đến khi Thổ Nhĩ Kỳ được đảm bảo rằng đề án này không phải là một giải pháp thay thế cho việc xem xét đơn xin gia nhập Liên minh châu Âu của Thổ Nhĩ Kỳ, nước này đã chấp nhận lời mời tham gia tổ chức này.